# Willys Jeep Station Wagon
O Willys Jeep Station Wagon, Jeep Utility Wagon e Jeep Panel Delivery são automóveis produzidos pela Willys e Kaiser Jeep nos Estados Unidos de 1946 a 1964, com produção na Argentina e no Brasil continuando até 1970 e 1977, respectivamente. Eles foram as primeiras peruas totalmente em aço do mercado de massa projetadas e construídas como um veículo de passageiros. Com mais de 300.000 peruas e suas variantes construídas nos Estados Unidos, foi um dos modelos pós-Segunda Guerra Mundial de maior sucesso da Willys. Por algum tempo após a introdução em 1949 de uma opção de tração nas quatro rodas, a versão de tração traseira foi vendida como “Station Wagon”, enquanto a versão de tração 4 · 4 foi comercializada como “Utility Wagon”. O Willys Jeep Wagon de tração 4 · 4 é frequentemente considerado o primeiro veículo utilitário esportivo (SUV) de produção.

## No Brasil

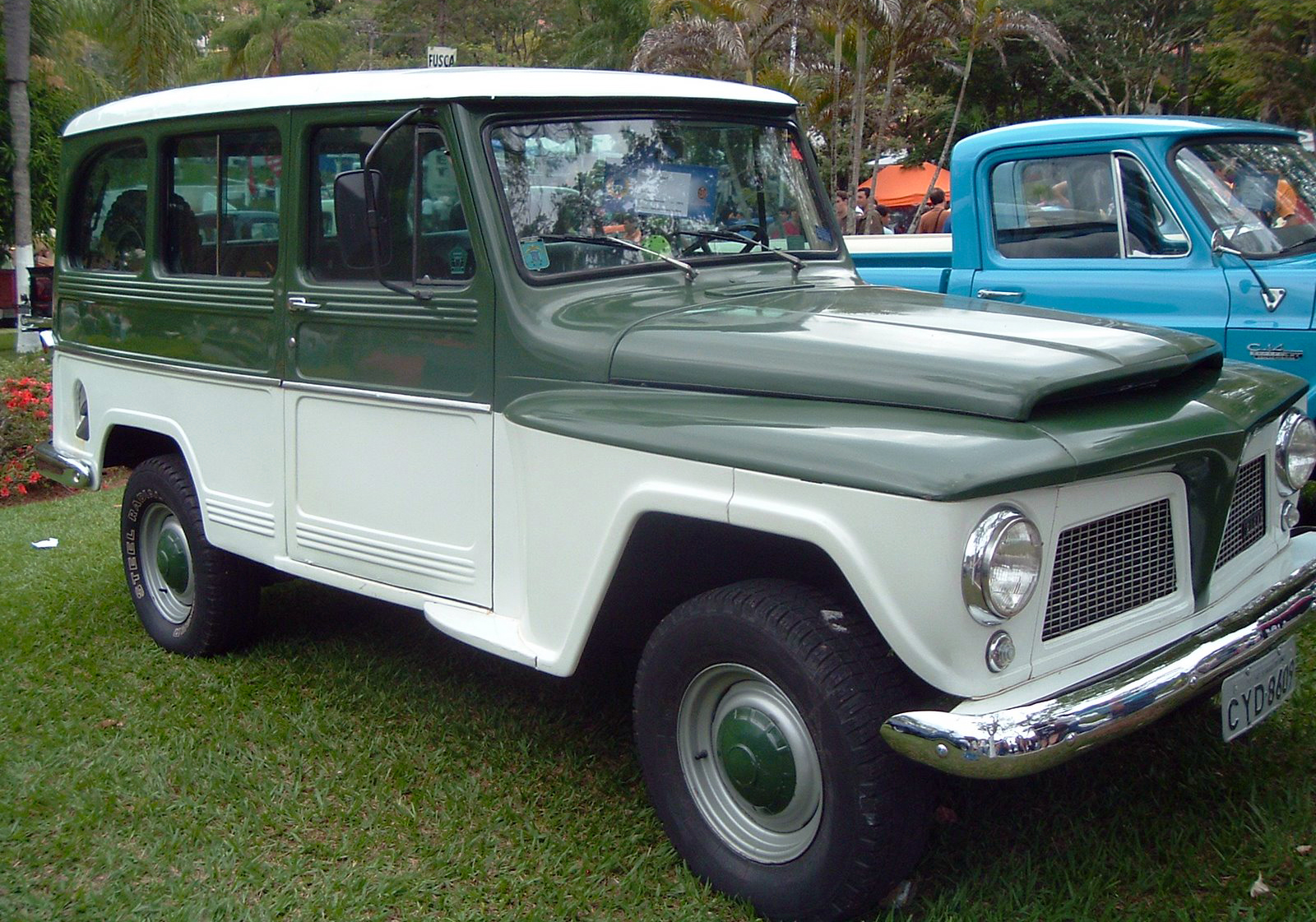
Ford Rural (modelo 1969-1974)

Na década de 1950, uma versão baseada na versão americana de 1946 foi lançada. Uma versão picape, a Pickup, foi lançada em 1961. A Ford do Brasil comprou a fábrica da Willys em 1967 e a perua Rural Willys foi renomeada para Ford Rural, e a picape foi posteriormente batizada de Ford F-75 em 1972. Ambos os modelos foram oferecidos com um motor de 6 cilindros em linha, o primeiro motor a gasolina fabricado no Brasil. Eles estavam disponíveis na configuração de tração traseira ou 4·4. A Rural foi descontinuada em 1977 e a F-75 em 1981.